# Соната для фортепіано № 8 (Моцарт)
Сона́та для фортепіа́но № 8 В. А. Моцарта, KV 310, ля мінор написана 1778 року.
Складається з трьох частин:
1. Allegro maestoso
2. Andante cantabile con espressione
3. Presto

Соната триває близько 22 хвилин.